# African Orthodox Church
Die African Orthodox Church ist eine Kirche in den Vereinigten Staaten, die 1919 von George Alexander McGuire in Chicago gegründet wurde.  McGuire war ein Priester der Episkopalkirche der Vereinigten Staaten von Amerika und die Kirche legt bis heute Wert auf Merkmale der Katholizität.  Die African Orthodox Church hat ungefähr 15 Bezirke und 5.000 Mitglieder.
Die Gründung der African Orthodox Church (AOC) hatte den Zweck, als afroamerikanische Episkopalkirche eigenständig zu sein. Der episkopale Rektor George Alexander McGuire wurde am 28. September 1921 in Chicago durch Joseph René Vilatte zum Bischof geweiht.  Die neue Kirche nannte sich zunächst Independent Episcopal Church; bei ihrem ersten Konklave (House of Bishops) am 10. September 1924 wurde die Umbenennung in African Orthodox Church vollzogen.